# Nata de coco

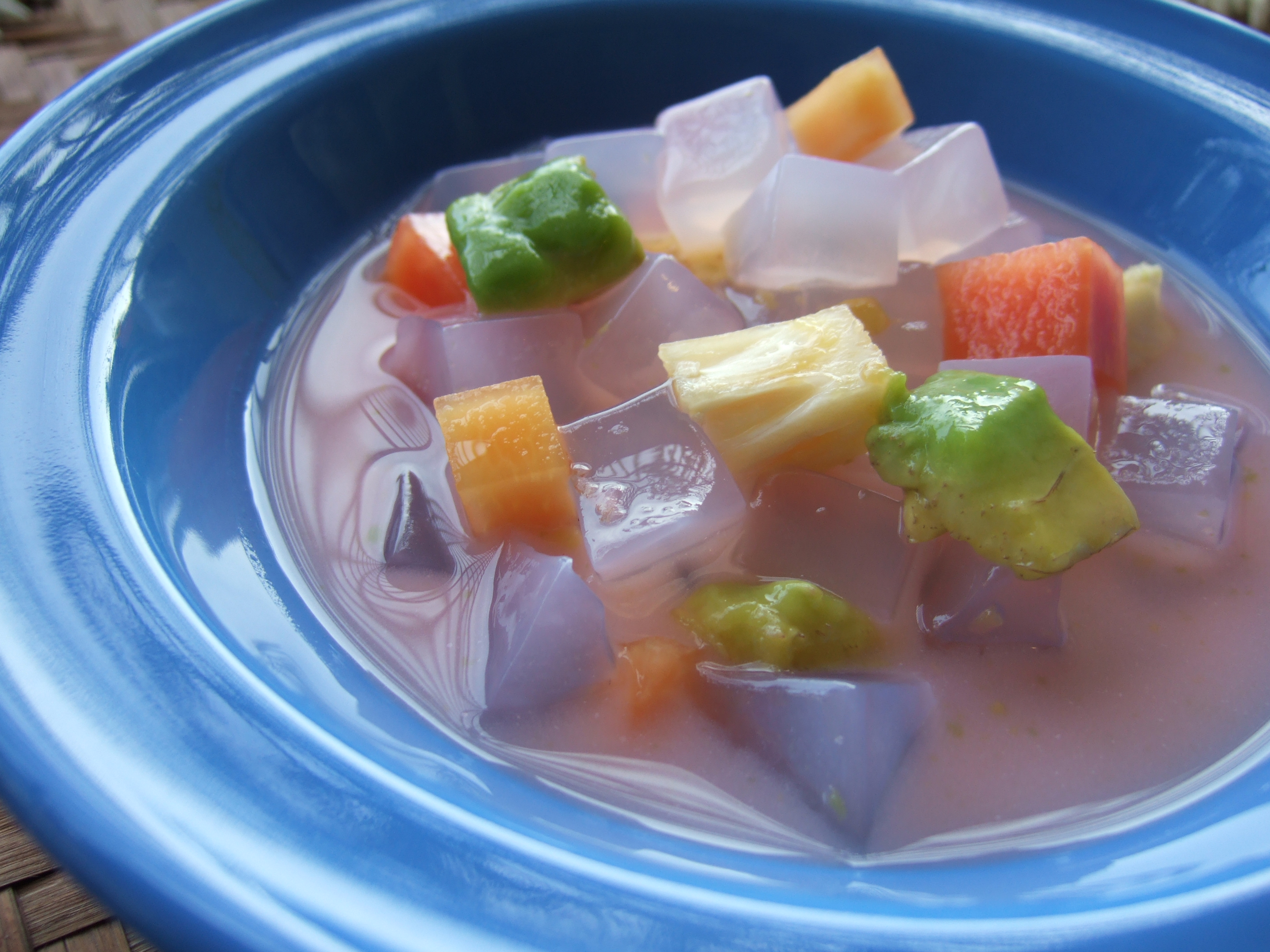
Plato con 'nata de coco'.

Nata de coco es una especie de postre gelatinoso y translúcido típico de la cocina filipina. Este postre es muy típico en las provincias de La Laguna y Quezon. Se trata de un alimento fermentado por la acción de una bacteria (Leuconostoc mesenteroides) que se alimenta de los disacáridos existentes en ciertas frutas: principalmente coco en conjunción con carragenano. La denominación de este postre es literalmente como suena en castellano. 

## Características
La fermentación del agua de coco da como resultado una espuma gelatinosa que se denomina nata de coco en filipinas. Este alimento suele emplearse como un caramelo o postre, a menudo acompañando diversas preparaciones dulces como puede ser helados, puddings, yogures y mezclas de frutas. El uso es muy popular en la cocina filipina, pero con el tiempo se ha ido extendiendo a otras cocinas del sureste Asiático.